# Григорій Граб'янка
Григорій Іванович (Захарович) Граб'янка (*до 1666 — бл. 1738) — український державний та військовий діяч у добу Гетьманщини. Полковник Гадяцького полку, автор одного з відомих козацьких літописів — «Літопису Граб'янки». Зять одного з конфідентів Гетьмана Івана Мазепи Івана Забіли.

## Біографія
Походив імовірно з українізованої гілки польського роду Грабянків з Люблінщини, початки якого документально простежуються з 1450 року. З того часу походить згадка про надання королем польським і великим князем литовським Казимиром Ягеллончиком ґрунтів шляхтичеві Пшибиславові Грабянці. Рід був дуже розгалужений, печатався гербом Лещиць

### Державна та військова служба
З 1686 перебував на службі в козацькому війську.
Відомостей про точну дату народження Григорія Граб'янки не збереглося — так само, як і факти його біографії, що стосуються раннього періоду його життя.
Перші згадки про нього з'являються на початку 1680-х років, коли він вчився в Києво-Могилянській колегії, опановував польську, латинську і німецьку мови. Пізніше служив у Гадяцькому полку — пройшов шлях від рядового козака до полковника. Більше двадцяти років був одружений з Євдокією Забілою (померла в 1735 під час перебування чоловіка у військовому поході), дітей подружжя не мало.
У 1686‒1701 ‒ рядовий козак Гадяцького полку, 1702‒1717 ‒ полковий хорунжий, гадяцький сотник, полковий осавул, 1717‒1723 ‒ полковий суддя. На посаді полкового судді Григорій Граб'янка мав конфлікти з тодішнім гадяцьким полковником Михайлом Милорадовичем, який, прикриваючись протегуванням високопосадовців російського уряду, «славився» хабарництвом, здирствами і навіть прямими грабунками.
У 1723 у складі делегації козацької старшини на чолі з наказним гетьманом Павлом Полуботком подавав на розгляд російському уряду Коломацькі чолобитні (про скасування Малоросійської колегії та вибори гетьмана) — його підпис «Григорій Гребянка, судія полковий» стоїть найпершим серед старшини Гадяцького полку. За наказом імператора Петра І всі члени делегації, які на той час перебували в Санкт-Петербурзі, були заарештовані. Граб'янку разом з іншими ув'язнили в Петропавлівській фортеці. Лише після смерті Петра І їх звільнили (на початку 1728) і Григорій Граб'янка повернувся додому.
У 1728‒1730 ‒ полковий обозний, з 30 травня 1730 і до своєї смерті в 1738 ‒ полковник Гадяцького полку.
Так описує перебування Григорія Граб'янки на цій посаді історик Олександр Лазаревський:
| “как полковник, Грабянка представлял собою личность довольно исключительную между своими товарищами по уряду, которые, пользуясь своим влиянием на полчан, наживали на этих урядах целые богатства. Три предшественника Грабянки, Чорныш, Михайло и Гаврила Милорадовичи, особенно отличались своими насилиями, подробно описанными в целой массе “суплик”. На Грабянку не одной жалобы в архивах мы не встретили: должно быть, он действительно отстаивал интересы своих примученных полчан…”. |
У складі козацьких військ Григорій Граб'янка брав участь у походах: Кримських (1687‒1689), Азовських (1695‒1696), Кизи-Керменському і Німанському (1697), у Північній війні 1700‒1721, у російсько-турецькій війні 1735‒1739, де (не раніше кінця квітня і не пізніше 23 липня) 1738 загинув у бою при Гайман-Долині.

### Творчість
Грабянка — автор історичного твору літописного характеру «Действия презельной и от начала поляков кровавой небывалой брани Богдана Хмельницкого… с поляками… Року 1710». Твір викладає історію України з давніх часів до 1709. Джерелом для написання твору Грабянки слугували офіційні документи, польські хроніки, «Синопсис», щоденники, розповіді сучасників подій: Кромера, Бєльського, Стрийковського, Гваньїні, Коховського, Пуфендорфа та ін. Головну увагу приділяє історії козацтва та національно-визвольній війні українського народу під проводом Б. Хмельницького 1648—1657. Оригінал твору не зберігся. Відомо близько 20 списків літопису Грабянки.
Вперше літопис Грабянки був опублікований ще в 1793 у журналі Федора Туманського «Российский магазин», але цей журнал швидко став бібліографічною рідкістю і тому члени Київської Тимчасової комісії для розгляду давніх актів, готуючи його в 1853 до видання, не знали про публікацію Туманського і вважали, що вводять літопис Граб'янки в науковий обіг вперше. За останні тридцять років Літопис Граб'янки перевидавався чотири рази, останній раз — в Житомирі в 2001 (з конволюту, що зберігається в Житомирському краєзнавчому музеї).
Відповідно до свого завдання — звеличення Хмельницького і його доби — Грабянка написав твір складною, стилізованою під церковнослов'янську українською книжною мовою того часу. Архаїзуючи мову, автор прагнув досягти високого, патетичного стилю розповіді.

## Праці
- «Дѣйствія презѣльнои и отъ начала поляковъ крвавшои небывалой брани Богдана Хмельницкого, гетмана Запорожского зъ поляки… 1710»

## Вшанування пам'яті
- На честь літописця Григорія Граб'янки названо вулиці у Львові, Дніпрі та Полтаві[6].